# شينجي تاناكا
شينجي تاناكا (باليابانية: 田中 真二) (مواليد 25 سبتمبر 1960)، هو لاعب كرة قدم ياباني سابق كان يلعب كلاعب وسط. سبق له أن لعب مع منتخب اليابان.

## وصلات خارجية
- شينجي تاناكا على موقع الاتحاد الدولي (مؤرشف)  (الإنجليزية)
- شينجي تاناكا على موقع رابطة كرة القدم اليابانية للمحترفين (اليابانية)
- شينجي تاناكا على موقع ناشيونال فوتبول تيمز (الإنجليزية)
- شينجي تاناكا على موقع عالم كرة القدم.نت (الإنجليزية)
- National Football Teams
- Japan National Football Team Database